# 天国の怒り
『天国の怒り』（てんごくのいかり、原題・Rage in Heaven）は、1941年に製作・公開されたアメリカ合衆国の映画である。ジェームズ・ヒルトンの小説に基づきW・S・ヴァン・ダイクが監督、ロバート・モンゴメリーとイングリッド・バーグマン、ジョージ・サンダースなどが出演している。

## キャスト
- フィリップ・モンレル：ロバート・モンゴメリー
- ステラ・バーゲン：イングリッド・バーグマン
- ウォード・アンドリュース：ジョージ・サンダース
- モンレル夫人（フィリップの母）：ルシル・ワトソン
- ラモー：オスカー・ホモルカ

## スタッフ
- 製作：ゴットフリート・ラインハルト
- 脚本：クリストファー・イシャーウッド
- 音楽：ブロニスラウ・ケイパー
- 編集：ハロルド・F・クレス
- 美術：セドリック・ギボンズ
- 装置：エドウィン・B・ウィリス
- 衣裳：エイドリアン